# Bundestagswahlkreis Homburg
Der Bundestagswahlkreis Homburg (Wahlkreis 299) ist ein Wahlkreis im Saarland. Er umfasst den Saarpfalz-Kreis, die Städte Friedrichsthal, Sulzbach/Saar, die Gemeinde Quierschied des Regionalverbandes Saarbrücken, die Stadt Neunkirchen und die Gemeinde Spiesen-Elversberg des Landkreises Neunkirchen.

## Wahlkreisgeschichte
| Wahl      | Wahlkreisname             | Gebiet |
| --------- | ------------------------- | --- |
| 1957–1961 | 247 Homburg – St. Ingbert | Landkreis Homburg, Landkreis St. Ingbert, vom Landkreis Ottweiler die Stadt Neunkirchen und der Amtsbezirk Spiesen                                                                         |
| 1965–1972 | 248 St. Ingbert           | Landkreis Homburg, Landkreis St. Ingbert, vom Landkreis Ottweiler die Stadt Neunkirchen und der Amtsbezirk Spiesen                                                                         |
| 1976–1998 | 248 Homburg               | Saar-Pfalz-Kreis, vom Landkreis Neunkirchen die Stadt Neunkirchen und die Gemeinde Spiesen-Elversberg                                                                                      |
| seit 2002 | 299 Homburg               | Saar-Pfalz-Kreis, vom Landkreis Neunkirchen die Stadt Neunkirchen und die Gemeinde Spiesen-Elversberg, vom Stadtverband Saarbrücken die Gemeinden Friedrichsthal, Quierschied und Sulzbach |

## Wahlkreisabgeordnete
| Wahl | Abgeordneter | Abgeordneter   | Partei | Stimmen in % |
| ---- | ------------ | -------------- | ------ | ------------ |
| 1957 |              | Kurt Conrad    | SPD    |              |
| 1961 |              | Johann Klein   | CDU    |              |
| 1965 |              | Johann Klein   | CDU    |              |
| 1969 |              | Werner Wilhelm | SPD    |              |
| 1972 |              | Werner Wilhelm | SPD    |              |
| 1976 |              | Werner Wilhelm | SPD    |              |
| 1980 |              | Lothar Fischer | SPD    |              |
| 1983 |              | Lothar Fischer | SPD    |              |
| 1987 |              | Lothar Fischer | SPD    |              |
| 1990 |              | Lothar Fischer | SPD    |              |
| 1994 |              | Lothar Fischer | SPD    |              |
| 1998 |              | Lothar Fischer | SPD    |              |
| 2002 |              | Astrid Klug    | SPD    |              |
| 2005 | 40,1         | Astrid Klug    | SPD    |              |
| 2009 |              | Alexander Funk | CDU    | 33,4         |
| 2013 | 39,8         | Alexander Funk | CDU    |              |
| 2017 |              | Markus Uhl     | CDU    | 33,6         |
| 2021 |              | Esra Limbacher | SPD    | 36,6         |
| 2025 | 30,5         | Esra Limbacher | SPD    |              |

## Wahlergebnisse

### Bundestagswahl 2025
| Kandidaten                                            | Kandidaten                  | Parteien/Listen     | Erststimmen | Erststimmen | Zweitstimmen | Zweitstimmen |
| Kandidaten                                            | Kandidaten                  | Parteien/Listen     | Stimmen     | %           | Stimmen      | %            |
| ----------------------------------------------------- | --------------------------- | ------------------- | ----------- | ----------- | ------------ | ------------ |
|                                                       | Esra Limbachergewählt im WK | SPD                 | 44.560      | 30,5        | 32.333       | 22,0         |
|                                                       | Markus Uhl                  | CDU                 | 40.910      | 28,0        | 38.206       | 26,1         |
|                                                       | Klaus Kieser                | FDP                 | 4.685       | 3,2         | 6.222        | 4,2          |
|                                                       | Olexij Shvydkyi             | AfD                 | 34.096      | 23,4        | 34.800       | 23,7         |
|                                                       | Moses Arndt                 | Die Linke           | 9.695       | 6,6         | 9.813        | 6,7          |
|                                                       | –                           | Tierschutzpartei    | –           | –           | 3.024        | 2,1          |
|                                                       | Axel Kammerer               | FREIE WÄHLER        | 5.591       | 3,8         | 2.504        | 1,7          |
|                                                       | –                           | Volt                | –           | –           | 809          | 0,6          |
|                                                       | –                           | PIRATEN             | –           | –           | 410          | 0,3          |
|                                                       | –                           | MLPD                | –           | –           | 68           | 0,0          |
|                                                       | –                           | Bündnis Deutschland | –           | –           | 363          | 0,2          |
|                                                       | Carolin De Marino           | GRÜNE               | 6.479       | 4,4         | 9.652        | 6,6          |
|                                                       | –                           | BSW                 | –           | –           | 8.459        | 5,8          |
| Gesamt                                                | Gesamt                      | Gesamt              | 146.016     | 100         | 146.663      | 100          |
|                                                       |                             |                     |             |             |              |              |
| Ungültige Stimmen                                     | Ungültige Stimmen           | Ungültige Stimmen   | 1.987       | 1,3         | 1.340        | 0,9          |
| Wähler                                                | Wähler                      | Wähler              | 148.003     | 82,0        | 148.003      | 82,0         |
| Wahlberechtigte                                       | Wahlberechtigte             | Wahlberechtigte     | 180.528     |             | 180.528      |              |
|                                                       |                             |                     |             |             |              |              |
| Quellen: Die Bundeswahlleiterin, Kandidaten – Stimmen |                             |                     |             |             |              |              |

### Bundestagswahl 2021
| Kandidaten                                            | Kandidaten                  | Parteien/Listen   | Erststimmen | Erststimmen | Zweitstimmen | Zweitstimmen |
| Kandidaten                                            | Kandidaten                  | Parteien/Listen   | Stimmen     | %           | Stimmen      | %            |
| ----------------------------------------------------- | --------------------------- | ----------------- | ----------- | ----------- | ------------ | ------------ |
|                                                       | Markus Uhl                  | CDU               | 36.472      | 26,1        | 32.004       | 22,9         |
|                                                       | Esra Limbachergewählt im WK | SPD               | 51.091      | 36,6        | 52.091       | 37,2         |
|                                                       | Florian Spaniol             | DIE LINKE         | 7.312       | 5,2         | 9.247        | 6,6          |
|                                                       | Christian Wirth             | AfD               | 16.210      | 11,6        | 16.068       | 11,5         |
|                                                       | Ralf Armbrüster             | FDP               | 11.015      | 7,9         | 15.719       | 11,2         |
|                                                       | Evelyne Görlinger           | Die PARTEI        | 3.287       | 2,4         | 2.202        | 1,6          |
|                                                       | Axel Kammerer               | FREIE WÄHLER      | 4.418       | 3,2         | 3.359        | 2,4          |
|                                                       | –                           | NPD               | –           | –           | 362          | 0,3          |
|                                                       | –                           | PIRATEN           | –           | –           | 809          | 0,6          |
|                                                       | –                           | MLPD              | –           | –           | 81           | 0,1          |
|                                                       | Ute Elisabeth Weisang       | dieBasis          | 2.086       | 1,5         | 1.878        | 1,3          |
|                                                       | Claus Jacob                 | ÖDP               | 895         | 0,6         | 645          | 0,5          |
|                                                       | –                           | Tierschutzpartei  | –           | –           | 4.045        | 2,9          |
|                                                       | –                           | Team Todenhöfer   | –           | –           | 526          | 0,4          |
|                                                       | –                           | VOLT              | –           | –           | 847          | 0,6          |
|                                                       | Maria Luise Herber          | GRÜNE             | 6.826       | 4,9         | –            | –            |
| Gesamt                                                | Gesamt                      | Gesamt            | 139.612     | 100         | 139.883      | 100          |
|                                                       |                             |                   |             |             |              |              |
| Ungültige Stimmen                                     | Ungültige Stimmen           | Ungültige Stimmen | 2.676       | 1,9         | 2.405        | 1,7          |
| Wähler                                                | Wähler                      | Wähler            | 142.288     | 76,5        | 142.288      | 76,5         |
| Wahlberechtigte                                       | Wahlberechtigte             | Wahlberechtigte   | 185.941     |             | 185.941      |              |
|                                                       |                             |                   |             |             |              |              |
| Quellen: Die Bundeswahlleiterin, Kandidaten – Stimmen |                             |                   |             |             |              |              |

### Bundestagswahl 2017
| Kandidaten                                            | Kandidaten              | Parteien/Listen   | Erststimmen | Erststimmen | Zweitstimmen | Zweitstimmen |
| Kandidaten                                            | Kandidaten              | Parteien/Listen   | Stimmen     | %           | Stimmen      | %            |
| ----------------------------------------------------- | ----------------------- | ----------------- | ----------- | ----------- | ------------ | ------------ |
|                                                       | Markus Uhlgewählt im WK | CDU               | 48.102      | 33,6        | 44.538       | 31,0         |
|                                                       | Esra Limbacher          | SPD               | 45.022      | 31,4        | 39.729       | 27,7         |
|                                                       | Walter Kappmeier        | LINKE             | 15.724      | 11,0        | 17.773       | 12,4         |
|                                                       | Marc Piazolo            | GRÜNE             | 7.128       | 5,0         | 8.109        | 5,6          |
|                                                       | Daniel Schütte          | AfD               | 15.767      | 11,0        | 16.745       | 11,7         |
|                                                       | Peter Habel             | FDP               | 7.369       | 5,1         | 11.096       | 7,7          |
|                                                       | –                       | PIRATEN           | –           | –           | 648          | 0,5          |
|                                                       | –                       | NPD               | –           | –           | 779          | 0,5          |
|                                                       | Axel Kammerer           | FREIE WÄHLER      | 1.783       | 1,2         | 1.273        | 0,9          |
|                                                       | Helmut Bohn-Klein       | MLPD              | 217         | 0,2         | 109          | 0,1          |
|                                                       | –                       | BGE               | –           | –           | 210          | 0,1          |
|                                                       | –                       | DM                | –           | –           | 253          | 0,2          |
|                                                       | –                       | PDV               | –           | –           | 121          | 0,1          |
|                                                       | Johannes Rösner         | Die PARTEI        | 2.209       | 1,5         | 1.760        | 1,2          |
|                                                       | –                       | V-Partei³         | –           | –           | 382          | 0,3          |
| Gesamt                                                | Gesamt                  | Gesamt            | 143.321     | 100         | 143.525      | 100          |
|                                                       |                         |                   |             |             |              |              |
| Ungültige Stimmen                                     | Ungültige Stimmen       | Ungültige Stimmen | 2.671       | 1,8         | 2.467        | 1,7          |
| Wähler                                                | Wähler                  | Wähler            | 145.992     | 75,9        | 145.992      | 75,9         |
| Wahlberechtigte                                       | Wahlberechtigte         | Wahlberechtigte   | 192.410     |             | 192.410      |              |
|                                                       |                         |                   |             |             |              |              |
| Quellen: Die Bundeswahlleiterin, Kandidaten – Stimmen |                         |                   |             |             |              |              |

### Bundestagswahl 2013
| Kandidaten                                            | Kandidaten                  | Parteien/Listen   | Erststimmen | Erststimmen | Zweitstimmen | Zweitstimmen |
| Kandidaten                                            | Kandidaten                  | Parteien/Listen   | Stimmen     | %           | Stimmen      | %            |
| ----------------------------------------------------- | --------------------------- | ----------------- | ----------- | ----------- | ------------ | ------------ |
|                                                       | Alexander Funkgewählt im WK | CDU               | 55.250      | 39,8        | 50.892       | 36,6         |
|                                                       | David Lindemann             | SPD               | 52.266      | 37,6        | 44.365       | 31,9         |
|                                                       | Yvonne Ploetz               | LINKE             | 12.592      | 9,1         | 14.180       | 10,2         |
|                                                       | Thorsten Eich               | FDP               | 1.890       | 1,4         | 5.266        | 3,8          |
|                                                       | Markus Schmitt              | GRÜNE             | 4.954       | 3,6         | 7.127        | 5,1          |
|                                                       | –                           | FAMILIE           | –           | –           | 2.378        | 1,7          |
|                                                       | Andreas Guckert             | PIRATEN           | 3.289       | 2,4         | 3.453        | 2,5          |
|                                                       | Niels Kandar                | NPD               | 2.231       | 1,6         | 2.437        | 1,8          |
|                                                       | –                           | MLPD              | –           | –           | 72           | 0,1          |
|                                                       | Karsten Sturm               | AFD               | 6.443       | 4,6         | 7.784        | 5,6          |
|                                                       | –                           | pro Deutschland   | –           | –           | 218          | 0,2          |
|                                                       | –                           | FREIE WÄHLER      | –           | –           | 930          | 0,7          |
| Gesamt                                                | Gesamt                      | Gesamt            | 138.915     | 100         | 139.102      | 100          |
|                                                       |                             |                   |             |             |              |              |
| Ungültige Stimmen                                     | Ungültige Stimmen           | Ungültige Stimmen | 3.729       | 2,6         | 3.542        | 2,5          |
| Wähler                                                | Wähler                      | Wähler            | 142.644     | 72,0        | 142.644      | 72,0         |
| Wahlberechtigte                                       | Wahlberechtigte             | Wahlberechtigte   | 198.117     |             | 198.117      |              |
|                                                       |                             |                   |             |             |              |              |
| Quellen: Die Bundeswahlleiterin, Kandidaten – Stimmen |                             |                   |             |             |              |              |

### Bundestagswahl 2009
| Kandidaten                                          | Kandidaten                  | Parteien/Listen   | Erststimmen | Erststimmen | Zweitstimmen | Zweitstimmen |
| Kandidaten                                          | Kandidaten                  | Parteien/Listen   | Stimmen     | %           | Stimmen      | %            |
| --------------------------------------------------- | --------------------------- | ----------------- | ----------- | ----------- | ------------ | ------------ |
|                                                     | Astrid Klug                 | SPD               | 44.500      | 30,9        | 36.681       | 25,4         |
|                                                     | Alexander Funkgewählt im WK | CDU               | 48.092      | 33,4        | 42.033       | 29,1         |
|                                                     | Ralf Reinstädtler           | LINKE             | 27.933      | 19,4        | 31.382       | 21,7         |
|                                                     | Christian Schmitt           | FDP               | 10.508      | 7,3         | 17.039       | 11,8         |
|                                                     | Winfried Anslinger          | GRÜNE             | 6.575       | 4,6         | 9.164        | 6,3          |
|                                                     | Heinz Dabrock               | FAMILIE           | 4.102       | 2,9         | 3.030        | 2,1          |
|                                                     | Bernd Ehrreich              | NPD               | 2.206       | 1,5         | 2.159        | 1,5          |
|                                                     | –                           | MLPD              | –           | –           | 50           | 0,0          |
|                                                     | –                           | PIRATEN           | –           | –           | 2.043        | 1,4          |
|                                                     | –                           | RRP               | –           | –           | 797          | 0,6          |
| Gesamt                                              | Gesamt                      | Gesamt            | 143.916     | 100         | 144.378      | 100          |
|                                                     |                             |                   |             |             |              |              |
| Ungültige Stimmen                                   | Ungültige Stimmen           | Ungültige Stimmen | 3.131       | 2,1         | 2.669        | 1,8          |
| Wähler                                              | Wähler                      | Wähler            | 147.047     | 73,0        | 147.047      | 73,0         |
| Wahlberechtigte                                     | Wahlberechtigte             | Wahlberechtigte   | 201.442     |             | 201.442      |              |
|                                                     |                             |                   |             |             |              |              |
| Quellen: Der Bundeswahlleiter, Kandidaten – Stimmen |                             |                   |             |             |              |              |

### Bundestagswahl 2005
| Kandidaten                                          | Kandidaten               | Parteien/Listen   | Erststimmen | Erststimmen | Zweitstimmen | Zweitstimmen |
| Kandidaten                                          | Kandidaten               | Parteien/Listen   | Stimmen     | %           | Stimmen      | %            |
| --------------------------------------------------- | ------------------------ | ----------------- | ----------- | ----------- | ------------ | ------------ |
|                                                     | Astrid Kluggewählt im WK | SPD               | 63.167      | 40,1        | 54.083       | 34,3         |
|                                                     | Ulli Meyer               | CDU               | 51.579      | 32,7        | 45.447       | 28,8         |
|                                                     | Barbara Wiehn            | GRÜNE             | 4.400       | 2,8         | 9.033        | 5,7          |
|                                                     | Martina Engel-Otto       | FDP/DPS           | 5.413       | 3,4         | 11.770       | 7,5          |
|                                                     | Horst Schock             | LINKE             | 24.287      | 15,4        | 28.640       | 18,2         |
|                                                     | Heinz Dabrock            | FAMILIE           | 5.246       | 3,3         | 4.207        | 2,7          |
|                                                     | Bernd Ehrreich           | NPD               | 3.186       | 2,0         | 3.262        | 2,1          |
|                                                     | –                        | GRAUE             | –           | –           | 1.068        | 0,7          |
|                                                     | –                        | MLPD              | –           | –           | 146          | 0,1          |
|                                                     | Elvira Ibraimkulova      | Einzelbewerberin  | 226         | 0,1         | –            | –            |
| Gesamt                                              | Gesamt                   | Gesamt            | 157.504     | 100         | 157.656      | 100          |
|                                                     |                          |                   |             |             |              |              |
| Ungültige Stimmen                                   | Ungültige Stimmen        | Ungültige Stimmen | 4.161       | 2,6         | 4.009        | 2,5          |
| Wähler                                              | Wähler                   | Wähler            | 161.665     | 78,8        | 161.665      | 78,8         |
| Wahlberechtigte                                     | Wahlberechtigte          | Wahlberechtigte   | 205.095     |             | 205.095      |              |
|                                                     |                          |                   |             |             |              |              |
| Quellen: Der Bundeswahlleiter, Kandidaten – Stimmen |                          |                   |             |             |              |              |